# پیشگویی ماه خونی

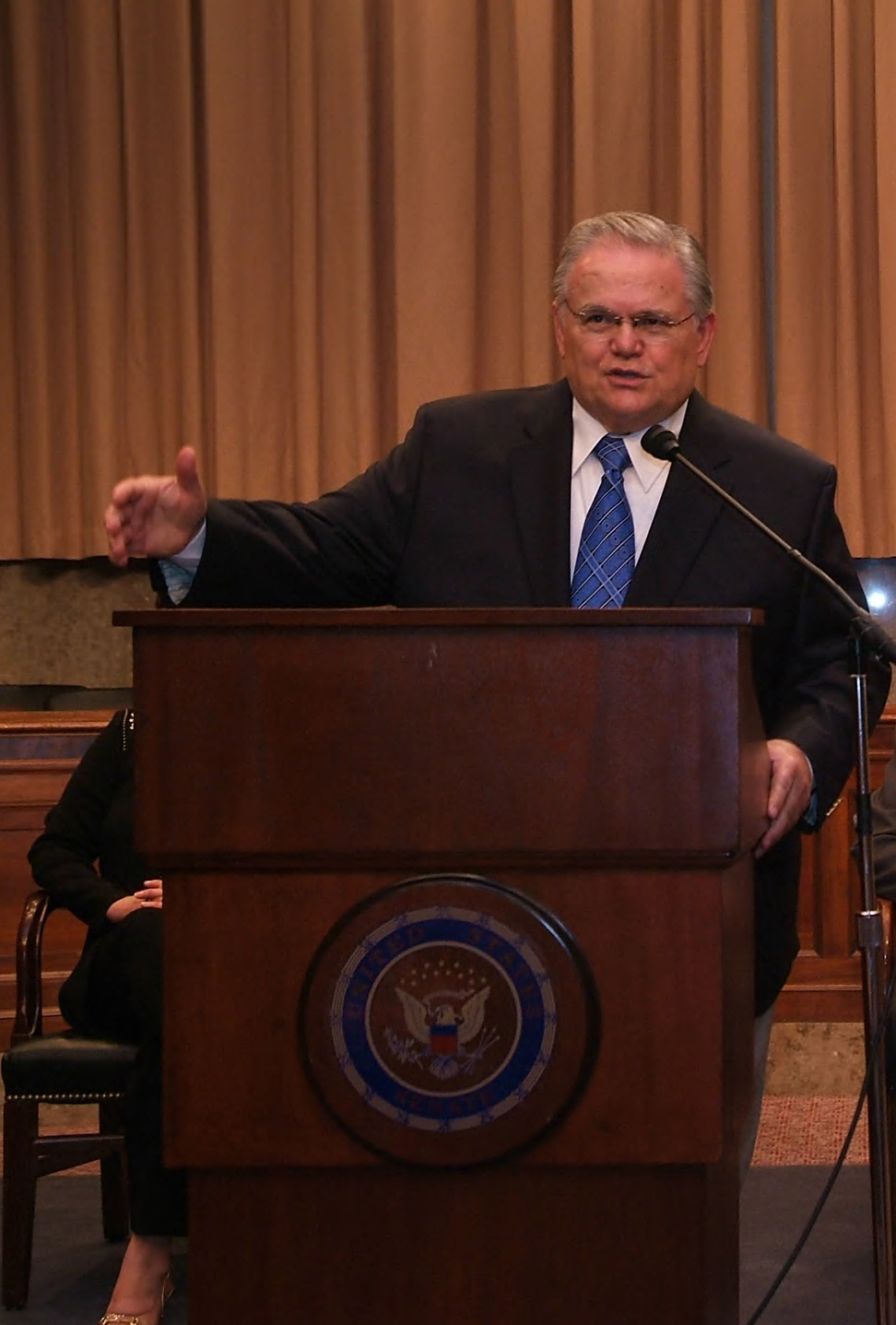
کشیش جان هاگ در ۲۰۰۷

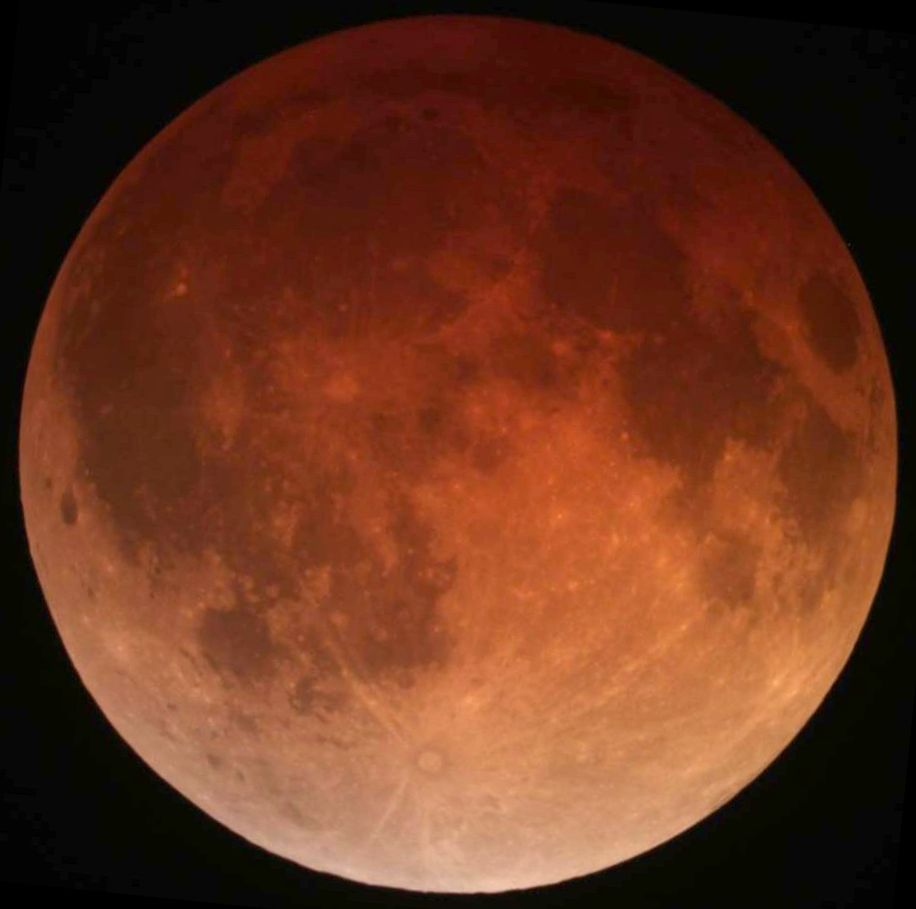
۱۵ آوریل ۲۰۱۴ (ساروس ۱۲۲)
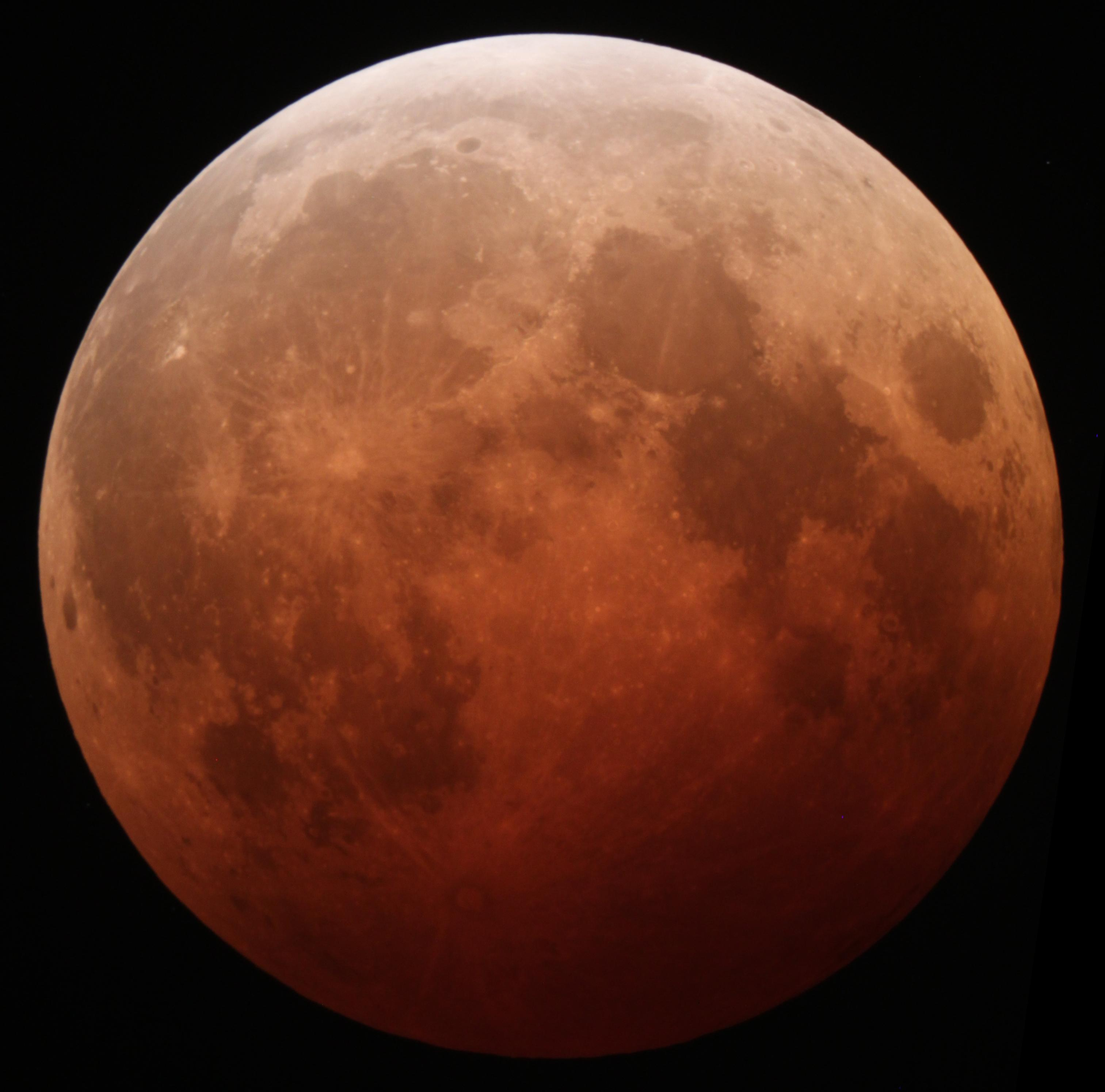
۸ اکتبر ۲۰۱۴ (ساروس ۱۲۷)
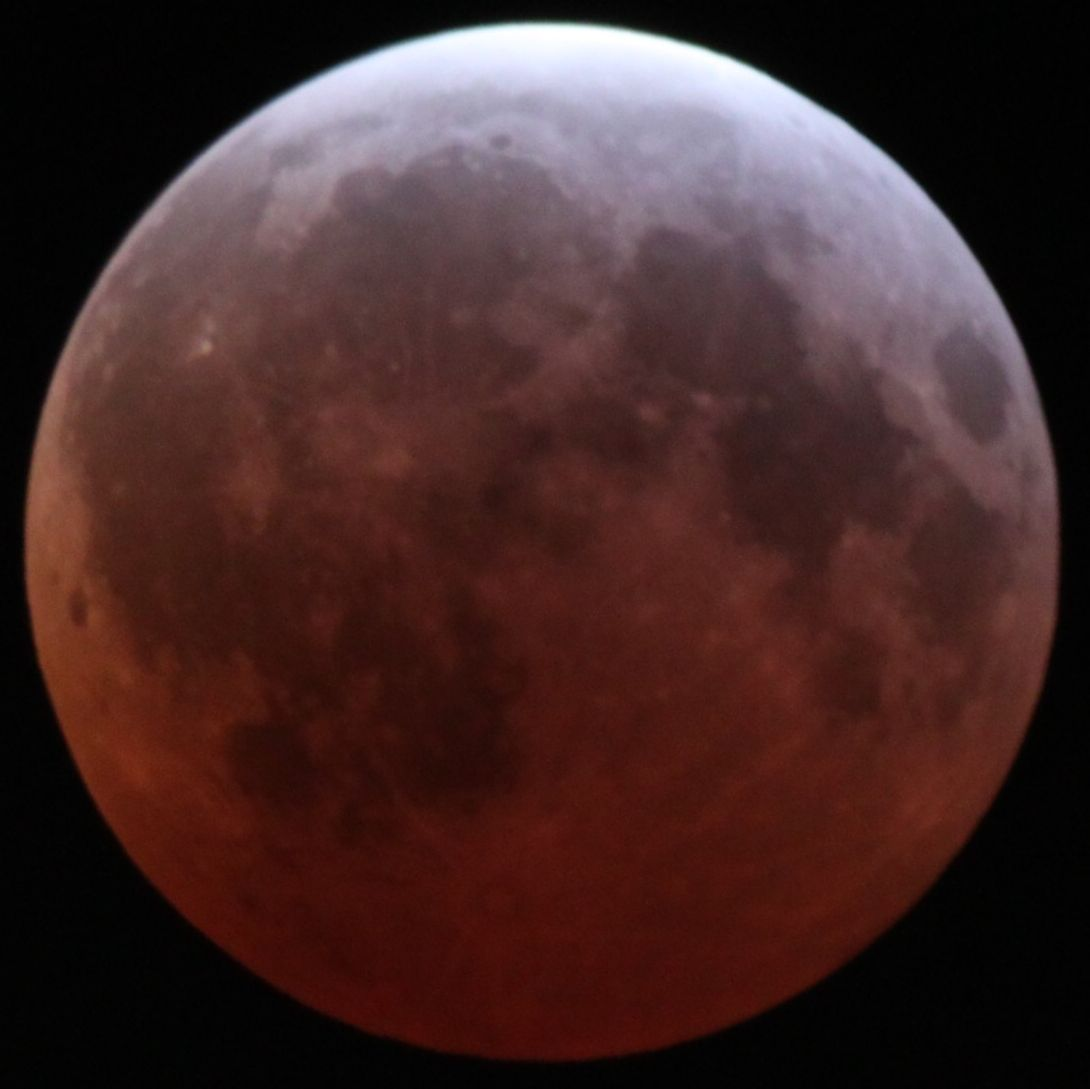
۴ آوریل ۲۰۱۵ (ساروس ۱۳۲)
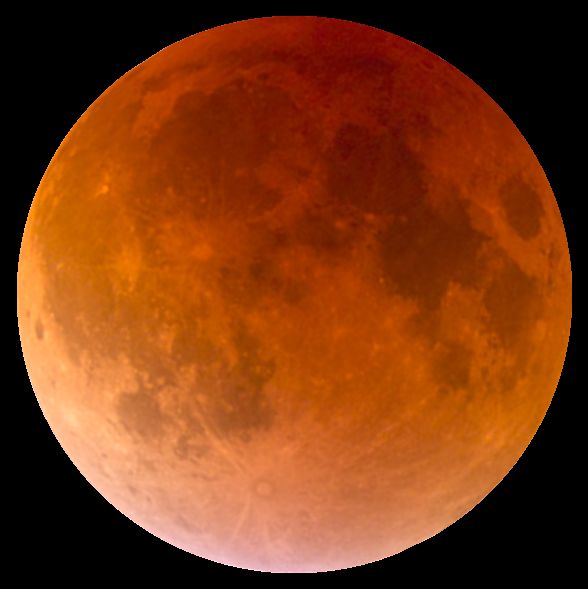
۲۸ سپتامبر ۲۰۱۵ (ساروس ۱۳۷)

پیشگویی ماه خونی یک ایده است که توسط کشیش آمریکایی جان هاگ و مارک بیلتز ارائه شد که ادعا می‌کند که تتراد (چهار ماه گرفتگی پشت سر هم) که از آوریل ۲۰۱۴ آغاز شده‌است نشانه‌ای از آخرالزمان است.
این ایده از عهد عتیق کتاب جوئل گرفته شده‌است که می‌گوید:
در کتاب اعمال رسولان از عهد جدید نیز این روایت بار دیگر عیناً توسط پطروس از حواریون عیسی تکرار شده. در آوریل ۲۰۱۴ ماه گرفتگی اتفاق افتاد که یکی از چهار ماه گرفتگی کامل پشت سر هم است که دقیقاً بر روی اعیاد پسح و سوکوت قرار دارد. اولین ماه گرفتگی در ۱۵ آوریل ۲۰۱۴ در عید پسح، دومین در ۸ اکتبر ۲۰۱۴ در عید سوکوت، سومین در ۴ آوریل ۲۰۱۵ در عید پسح و چهارمین در ۲۸ سپتامبر ۲۰۱۵ در عید سوکوت است. در بین این ماه گرفتگیها یک خورشیدگرفتگی نیز در ۲۰ مارس ۲۰۱۵ اتفاق افتاده است.
جان هاگ معتقد است که این واقعه (قرارگرفتن ماه گرفتگی بر روی اعیاد یهودی) در طول تاریخ با تغییر در وضعیت قوم یهود در ارتباط بوده‌است. او اشاره می‌کند که ماه گرفتگیهای بر روی اعیاد یهودی تنها سه بار در پانصد سال اخیر اتفاق افتاده است و هر بار مصادف با زمانی بوده‌است که قوم اسرائیل دارای تغییر زیادی در وضعیت خود شده‌است. اولین این ماه گرفتگیهای تاریخی در سال ۱۴۹۲ و همزمان با اخراج یهودیان از اسپانیا و کشف قاره آمریکا بود. ماه گرفتگی بعدی در سال ۱۹۴۸ و بعد از تأسیس کشور اسرائیل بود. ماه گرفتگی دیگر در سال ۱۹۶۷ و بعد از جنگ شش روزه و بازگشت یهودیان به شهر بیت المقدس بوده‌است. او معتقد است که اینبار نیز در زمان ماه خونی تغییر شدیدی در وضعیت یهودیان ایجاد خواهد شد.
دلیل اطلاق ماه خونی این است که در زمان ماه گرفتگی به دلیل پراکندگی رایلی ماه کاملاً تاریک نشده و بلکه به رنگ قرمز دیده خواهد شد. کتاب نوشته شده توسط جان هیگی در این مورد به یکی از پرفروشترین کتابهای آمریکا تبدیل شد و هفته‌ها در صدر کتاب‌ها در آمازون قرار گرفت.